# Ron Vlaar
Ron Peter Vlaar [ron peter flár] (* 16. února 1985, Hensbroek, Nizozemsko) je bývalý nizozemský fotbalový obránce a reprezentant, v průběhu kariéry hráč klubů AZ Alkmaar, Feyenoord a Aston Villa.

## Klubová kariéra
V Nizozemsku hrál profesionálně za kluby AZ Alkmaar a Feyenoord. 1. srpna 2012 podepsal tříletou smlouvu s anglickým klubem Aston Villa. Po skončení sezóny 2014/15 odmítl podepsat s Aston Villou novou smlouvu a podrobil se operaci kolena. V prosinci 2015 posílil jako volný hráč AZ Alkmaar.

## Reprezentační kariéra

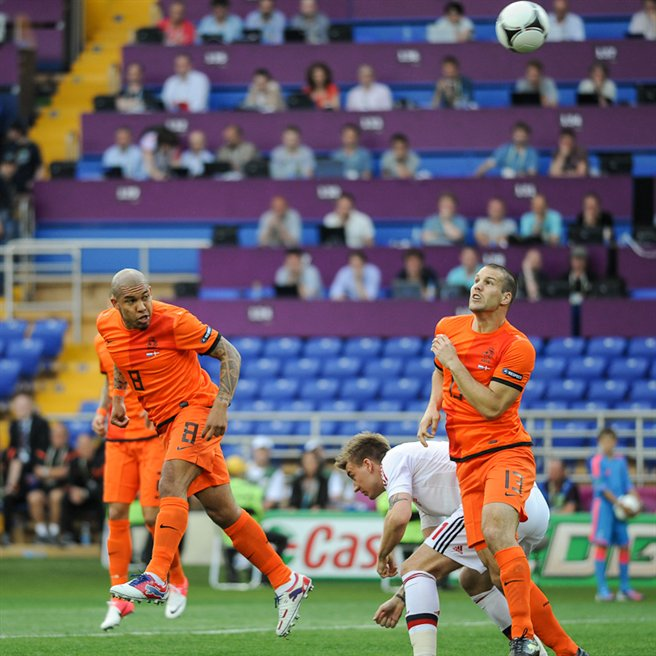
Ron Vlaar (s číslem 13) v oranžovém dresu nizozemské reprezentace během utkání EURA 2012 s Dánskem

Byl členem nizozemských mládežnických výběrů. Hrál na Mistrovství světa hráčů do 20 let 2005 v Nizozemsku, kde domácí Nizozemci vypadli ve čtvrtfinále s Nigérií v penaltovém rozstřelu (9:10 na pokutové kopy, po prodloužení byl stav 1:1). Vlaar svůj pokus proměnil. V tomto utkání také vyrovnával ze hry na 1:1.
Zúčastnil se Mistrovství Evropy hráčů do 21 let 2006 v Portugalsku, kde mladí Nizozemci vybojovali svůj první titul v této věkové kategorii, když porazili ve finále Ukrajinu 3:0. Na turnaji nastoupil ve čtyřech zápasech.
O rok později si zlatý úspěch zopakoval na domácím Mistrovství Evropy hráčů do 21 let 2007, kde Nizozemci porazili ve finále Srbsko 4:1. Na tomto turnaji byl kapitánem, ale v semifinále proti Anglii musel odstoupit ze zápasu kvůli zranění.
V nizozemském reprezentačním A-mužstvu debutoval v kvalifikačním zápase proti České republice 10. října 2005, když vystřídal na hřišti ve druhém poločase Khalida Boulahrouze (výhra Nizozemska 2:0). Reprezentační trenér Bert van Marwijk jej nevzal na Mistrovství světa 2010 v Jihoafrické republice, ačkoli byl Vlaar členem širší nizozemské soupisky.

### EURO 2012
Hrál na Mistrovství Evropy 2012 v Polsku a na Ukrajině, kde Nizozemsko prohrálo v základní skupině B všechny tři zápasy (v tzv. „skupině smrti“ postupně 0:1 s Dánskem, 1:2 s Německem a 1:2 s Portugalskem) a skončilo na posledním místě. Vlaar odehrál zápasy proti Dánsku a Portugalsku.

### Mistrovství světa 2014
Trenér Louis van Gaal jej vzal na Mistrovství světa 2014 v Brazílii. Vlaar se stal pilířem zadních řad nizozemského týmu, který nezřídka hrál na protiútoky. V semifinále s Argentinou po výsledku 0:0 šel jako první Nizozemec kopat penaltu (dva hráči před ním odmítli) a neproměnil ji. Nizozemci v rozstřelu podlehli 2:4 a šli do boje o bronzové medaile proti Brazílii, který vyhráli 3:0. V závěru turnaje jeho forma gradovala.